# Friedrich August Georg Bitter
Friedrich August Georg Bitter (Brema, 13 agosto 1873 – Brema, 30 luglio 1927) è stato un botanico tedesco.

## Biografia
Nacque a Brema, studiò presso le università di Jena, Monaco e Kiel, conseguendo il dottorato in quest'ultima istituzione nel 1896. Successivamente lavorò a Berlino. Nei suoi studi fu influenzato da Simon Schwendener (1829-1919), Friedrich Wilhelm Zopf (1846-1909) e Johannes Reinke (1849-1931). Nel 1905 fu nominato direttore del giardino botanico di Brema. Durante la parte successiva della sua carriera fu direttore del giardino botanico di Gottinga.
Nel campo della lichenologia, svolse studi anatomici e di sviluppo sul tallo dei licheni. Svolse inoltre ricerche significative sul genere di licheni Parmelia.

## Opere principali
- Zur Morphologie und Systematik von Parmelia, untergattung Hypogymnia, 1901.
- Die Gattung Acaena, Vorstudien zu einer Monographie, 1911.
- Solana Africana, 1913-1923.
- Solanum morelliforme : eine baumbewohnende Verwandte der Kartoffel : nebst allgemeinen Bemerkungen über die Sektion Tuberarium, 1914.[1]